# Got Talent España
Got Talent España, anteriorment titulat Tienes Talento, és un programa de televisió produït per Grundy (2008) i Fremantle (2016-), el 2008 va ser emès per Cuatro, i des del 2016 és emès per Telecinco. La seva primera edició (Tienes talento) va estar presentada per Núria Roca, i la segona (Got Talent España) està presentada per Santi Millán. L'espai és la versió espanyola del format original Britain's Got Talent, creat per Simon Cowell i que es va estendre a diversos països. L'edició britànica Britain's Got Talent va portar a la fama a Paul Potts, vencedor del concurs, del que fins i tot va arribar a publicar discos com a tenor, així com a Susan Boyle, que sense haver guanyat el concurs va aconseguir notorietat internacional i ha publicat diversos àlbums.
El 16 de febrer del 2015, Mediaset España va anunciar que tornava a comprar els drets del programa per a la cadena Telecinco, en la qual, la seva segona edició estaria presentada per Santi Millán i que el nom passaria a ser Got Talent España.

## Format
Els concursants han de mostrar les seves habilitats de talent davant el jurat i un teatre ple de públic. Si l'actuació no agrada a algun jurat o volen que acabi, cada membre del jurat té un polsador vermell que pot accionar. Si tots els jutges accionen el polsador, l'actuació acaba en aquell moment. Al final de cada actuació, el jurat opina i delibera la seva decisió, és a dir, si diuen que sí, vol dir que volen que torni a la següent gal·la, en canvi, si diuen que no, vol dir que no volen que torni a la següent gal·la. El concurs no posa cap limitació d'edat o estil d'actuació, qualsevol persona que cregui tenir un talent especial pot participar, sigui el que sigui.
Hi ha 2 fases: la primera és un càsting de selecció i la segona és el concurs en si, distribuït en 5 semifinals i una final. El guanyador del concurs es portarà com a premi 150.000 euros. Són 60 finalistes en total.
A diferència del càsting de selecció, que són gravats, les semifinals i final són en directe.